# 迪尔塔勒
迪尔塔勒（法語：Durtal，法語發音：[dyʁtal] ⓘ），法国西部城市，卢瓦尔河地区大区曼恩-卢瓦尔省的一个市镇，隶属于昂热区，其市镇面积为60.6平方公里，2022年1月1日时人口数量为3,376人，在法国城市中排名第3,275位。
迪尔塔勒位于曼恩-卢瓦尔省北部，与萨尔特省接壤，卢瓦河畔，是一个区域性的中心城市，A11高速公路和多条省道在此交汇。

## 地名来源
“迪尔塔勒”一名最初于1030年以“Duristalli”的形式被记载，该名称的“stall”来源于日耳曼语，意为“机构”，而其余部分的来源则尚不清楚。

## 历史
迪尔塔勒历史上长期为安茹的一处领地，1040年，安茹伯爵富尔克三世在卢瓦河右岸修建了一处城堡，后被扩建成为一处军事堡垒，其附近亦出现村落，成为迪尔塔勒的城市前身。法国大革命后，迪尔塔勒成为曼恩-卢瓦尔省的一个市镇。

## 地理

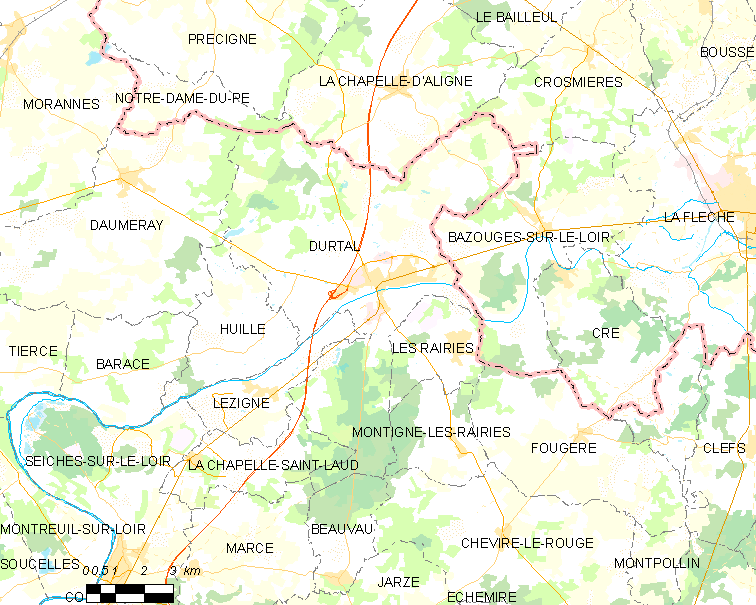
迪尔塔勒市镇范围地图

迪尔塔勒位于法国西部，卢瓦尔河地区大区中东部和曼恩-卢瓦尔省北部，距离省会昂热大约36公里。与迪尔塔勒接壤的市镇包括：拉沙佩勒达利涅、拉沙佩勒圣洛、马尔塞、蒙蒂涅莱赖里、莱赖里、克罗米耶尔、佩圣母村、于耶-莱济涅、卢瓦河畔巴祖日克雷、安茹地区博热、雅尔泽维拉日、萨尔特河畔莫拉讷-多姆赖。

### 地形
迪尔塔勒位于安茹北部，境内以平原和浅丘为主，市镇中心地势较为平坦，全境海拔在21到94米之间。

### 水文
卢瓦河自东向西流经境内，另有阿尔冈斯河（L'Argence）在此与其交汇，属于卢瓦尔河水系。

### 植被
迪尔塔勒属于温带落叶林区，林地广泛分布于河流两岸。
在鲜花城市的评比中，迪尔塔勒被评为3星级鲜花城市。

### 气候
迪尔塔勒在柯本气候分类法中属于温带海洋性气候。

## 行政区划
迪尔塔勒是法国卢瓦尔河地区大区曼恩-卢瓦尔省的一个市镇，编号为49127。迪尔塔勒隶属于昂热区、曼恩-卢瓦尔省第三选区和蒂耶尔塞县，同时也是安茹卢瓦-萨尔特市镇公共社区的组成部分。
法国国家统计与经济研究所（简称）在进行数据统计时，未将迪尔塔勒划入任何城市核心区（Unité urbaine）及城市区（Aire urbaine）。自2020年起，迪尔塔勒与相邻的莱赖里组成迪尔塔勒城市辐射区。此外，还将迪尔塔勒整体看作一个“块区”（IRIS）。

## 交通

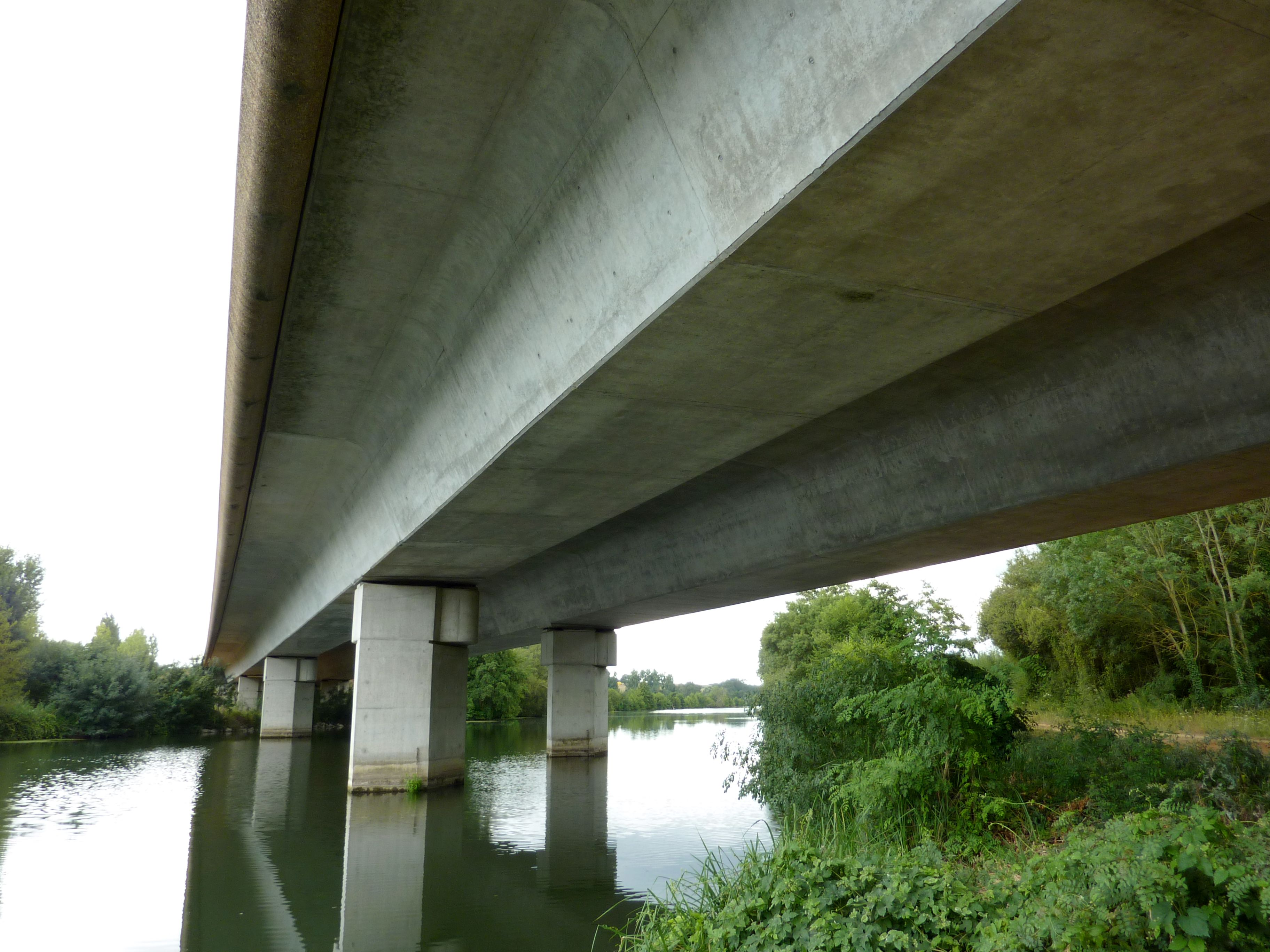
A11高速公路卢瓦河大桥

### 公路
A11高速公路从迪尔塔勒市区西部经过，通过11号出入口连接市区，此外多条曼恩-卢瓦尔省省道在迪尔塔勒境内交汇，卢瓦尔河地区大区下属的城际客运提供巴士线路，可前往昂热市区。
2017年，74.1%的迪尔塔勒家庭拥有至少一辆的私人汽车。2019年，迪尔塔勒境内共发生各类交通事故5起，造成7人受伤。

### 铁路
距离迪尔塔勒最近的运营中的铁路车站是位于勒芒－昂热铁路上的莫拉讷站，该站停靠往返于昂热和勒芒一线的区域列车。

### 航空
距离迪尔塔勒最近的民用航空站为昂热机场，距离迪尔塔勒市中心的公路里程约16.5公里。

### 城市公共交通
迪尔塔勒暂无城市公共交通系统。

## 政治

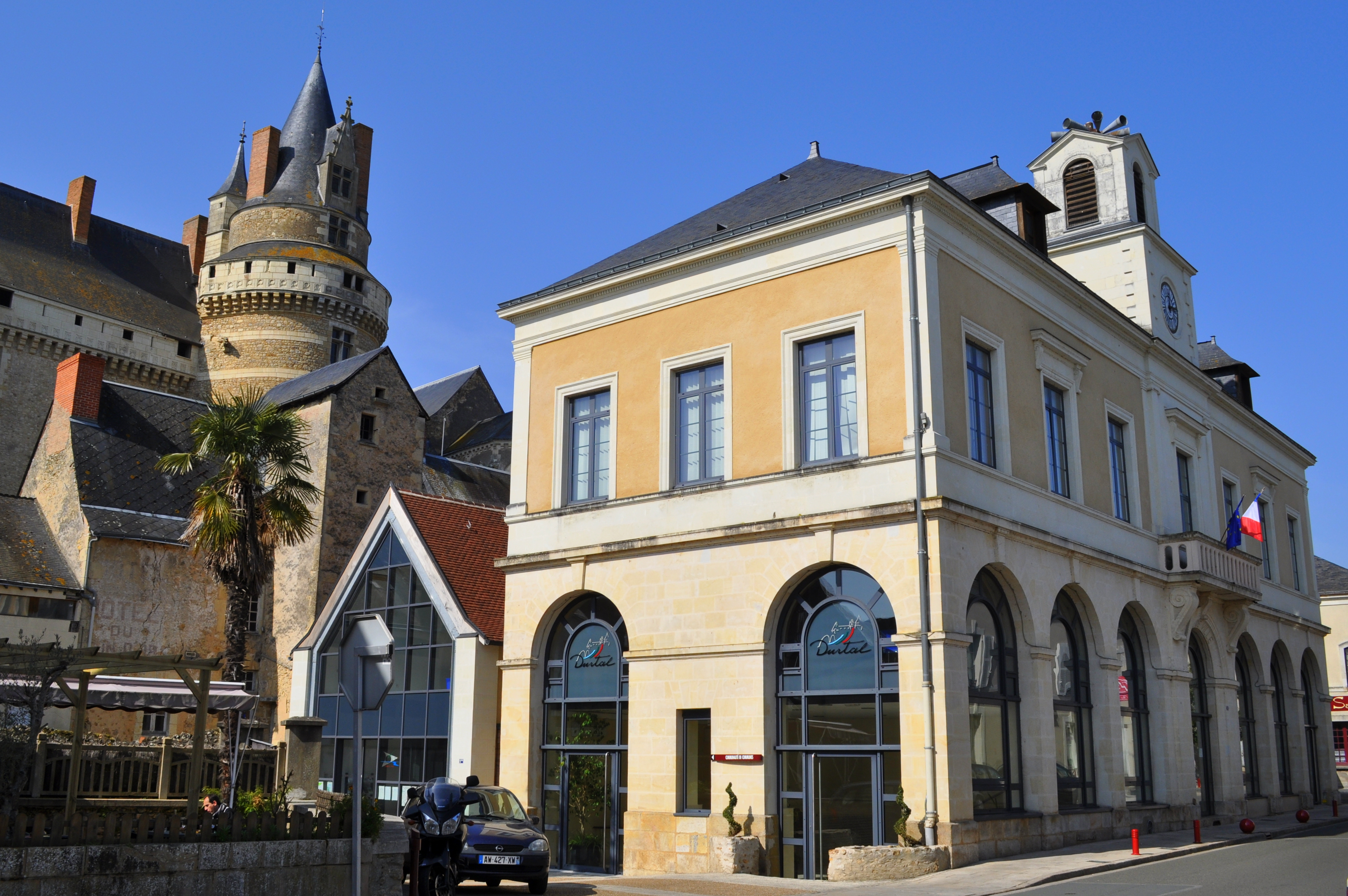
迪尔塔勒市政厅

迪尔塔勒的现任市长为帕斯卡·法里永先生（Pascal Farion），他是一名无党派人士，在2020年的市政选举中获得了56.57%的支持率。
在2017年的法国总统大选中，法国第25任总统埃马纽埃尔·马克龙在迪尔塔勒获得了60.72%的支持率。

## 人口
2018年，迪尔塔勒市镇人口数量为3,372，在法国排名第3,275位。其中男性1,661人，女性1,726人，75岁及以上人口占10.9%，外籍人口数量为507人，人口密度为56人/平方公里，当地居民被称为（男性）或（女性）。2019年，迪尔塔勒境内出生30人，死亡人口37人。
| 年份   | 1936  | 1946  | 1954  | 1962  | 1968  | 1975  | 1982  | 1990  | 1999  | 2005  | 2010  | 2015  | 2018  |
| ------ | ----- | ----- | ----- | ----- | ----- | ----- | ----- | ----- | ----- | ----- | ----- | ----- | ----- |
| 人口數 | 2,795 | 2,955 | 2,886 | 3,102 | 3,161 | 3,251 | 3,240 | 3,195 | 3,224 | 3,319 | 3,349 | 3,371 | 3,372 |

## 经济
迪尔塔勒是一个区域性的中心城市，当地共有各类用人单位493家，平均历史为19年，其中98.85%为中小型企业（PME）。（包装生产）、（零售）及（木制品包装生产）是当地2019年营业额最高的三个企业，分别为21,911,333欧元、20,003,465欧元和14,526,229欧元。

## 财政收入
2019年，迪尔塔勒的财政收入总额为3,943,790欧元，财政支出总额为2,409,370欧元，当年的债务总额为2,050欧元。2020年，迪尔塔勒共获得503,917欧元的国家财政补助，比上一年增加了0.04%。
2017年，迪尔塔勒的人均月收入总额为1,910欧元，其中高级职员为3,163欧元，低于法国平均水平（4,214欧元）；中级职员为2,182欧元，低于法国平均水平（2,353欧元）；普通职员为1,625欧元，亦低于法国平均水平（1,690欧元）。
2017年，迪尔塔勒境内的青壮年（15至64岁）失业率为13.1%，当地42.9%的家庭拥有纳税资格，平均纳税1,608欧元，低于法国平均水平（3,888欧元）。

## 社会事务

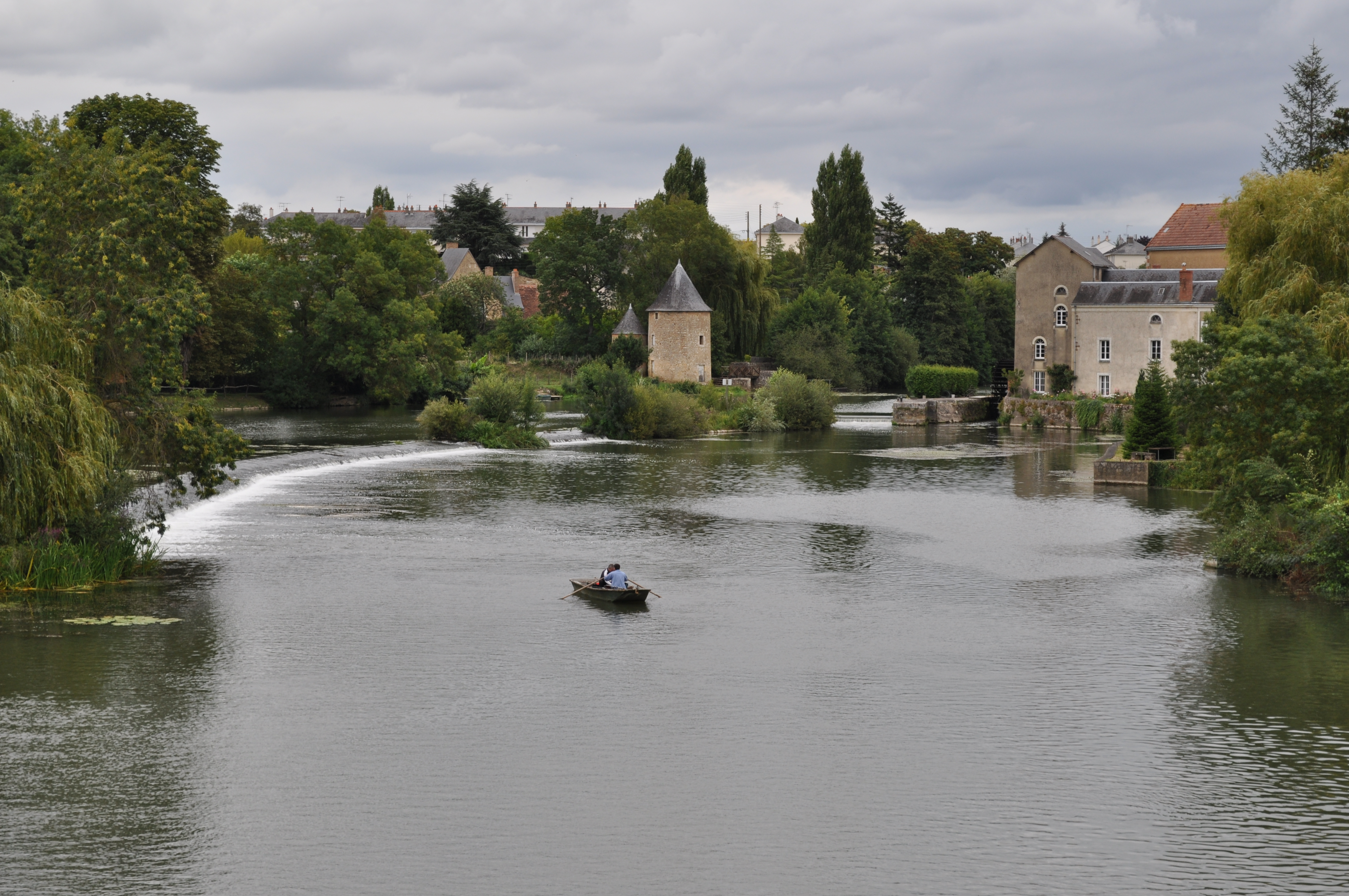
卢瓦河畔的迪尔塔勒

### 教育
迪尔塔勒属于南特学区。截止2019年1月1日，迪尔塔勒境内共有2所小学和1所初级中学。2018至2019学年度，迪尔塔勒境内共有在校中等教育阶段学生366名。

### 医疗
截止2019年1月1日，迪尔塔勒境内共有全科医生4名、保健师1名、牙医1名、护士3名和助产士1名。境内共有药房2家以及养老院1家。
迪尔塔勒是“博热中心医院”（Centre Hospitalier de Durtal），是法国的一个区域性医疗机构，其主病区位于博热 (曼恩-卢瓦尔省)迪尔塔勒市区，设有床位38个，是当地规模最大的公立综合性医院。

### 住房
2017年，迪尔塔勒境内共有各类住房1,728套，其中88.3%为独立式居民区，10.2%为集中式居民区。常住房屋占迪尔塔勒市镇范围内居民建筑总量的84.1%。
在住房保障政策方面，2017年，迪尔塔勒境内共有256户家庭获得了住房经济补助，受益人数占总人口数量的7.6%，其中234份为房租补助。

### 商业
2019年，迪尔塔勒境内共有各类实体商铺82家，其中餐厅6家、大型超市2家、杂货店2家、面包房3家、肉铺1家、书店1家、银行门店5家、美容美发店6家、汽车维修店13家。市区南部建有开放式商业街区。

### 体育
2019年，迪尔塔勒境内共有1家游泳池、2间体育馆、1座综合体育场、3处网球场、2处足球或橄榄球场以及1处篮球或排球场。
迪尔塔勒体育俱乐部（Les Aiglons Durtalois de Durtal）是当地的一支足球队，2020至2021赛季参加曼恩-卢瓦尔省足球联赛。

### 环境
迪尔塔勒的环境事务由其所属的公共社区负责。2019年，迪尔塔勒境内暂无污染企业。

### 治安
2019年，迪尔塔勒市镇范围内有1处宪兵队。
2014年，迪尔塔勒及附近地区共发生各类案件4,512起，其中盗窃类案件3,075起，经济类案件457起，毒品交易类案件120起。

## 文化
2019年，迪尔塔勒境内暂无任何文化设施。迪尔塔勒市政府提供多媒体中心，向公众全年开放。

### 建筑
迪尔塔勒城堡是当地的标志性建筑物，自1900年起被列入法国国家文物保护单位、教堂等为当地的代表性建筑物。

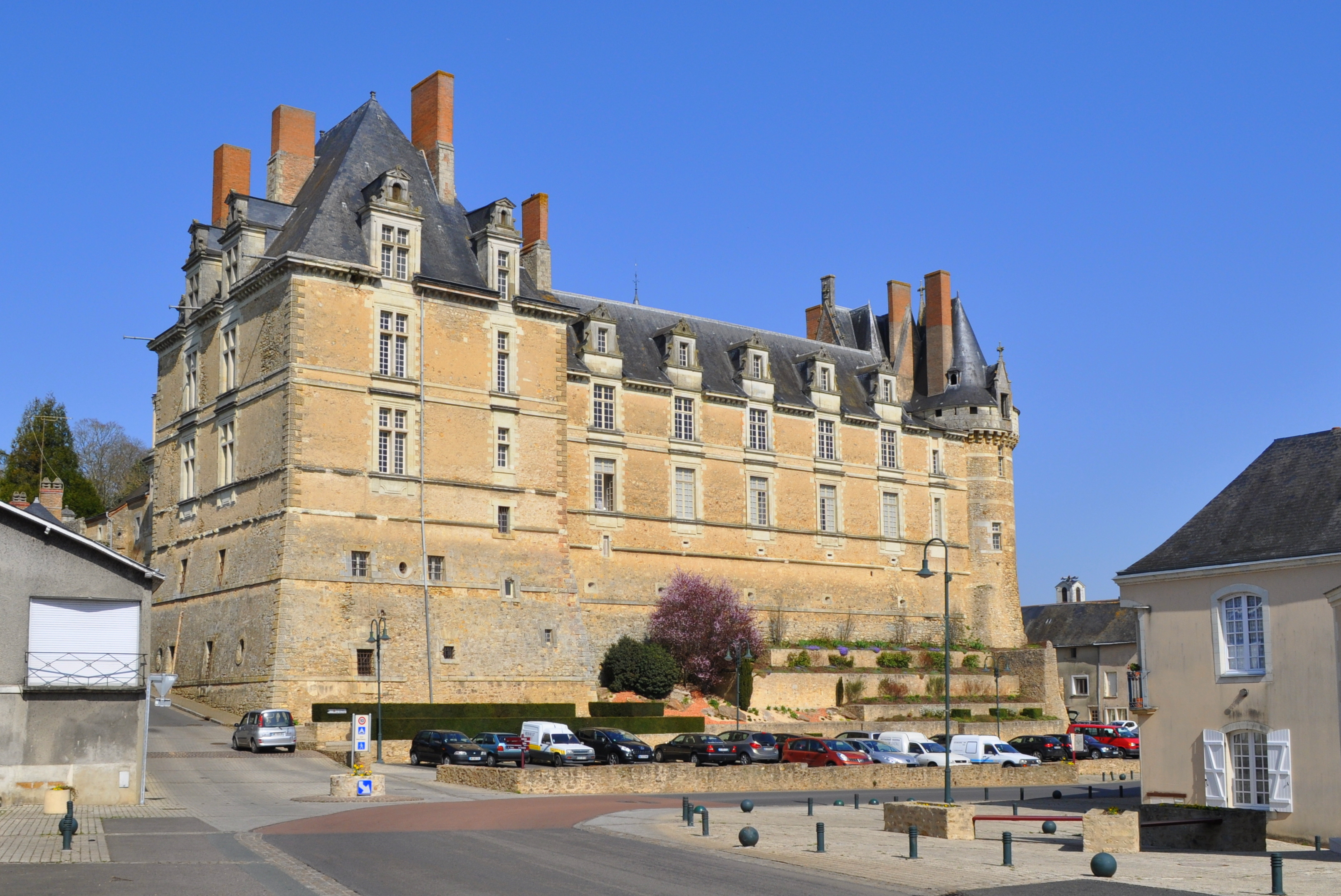
迪尔塔勒城堡（法语：Château de Durtal (Anjou)）主楼
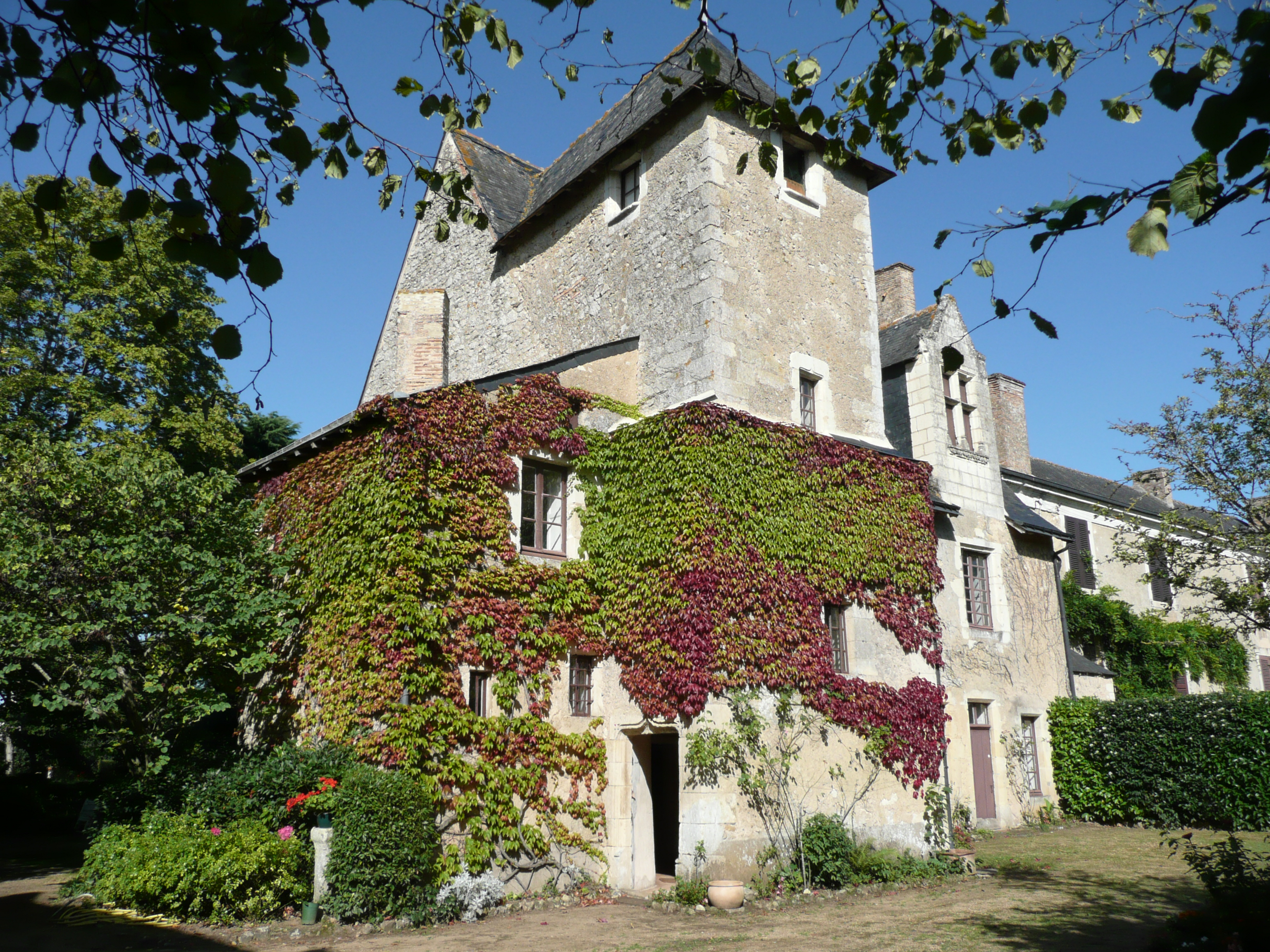
博塞城堡
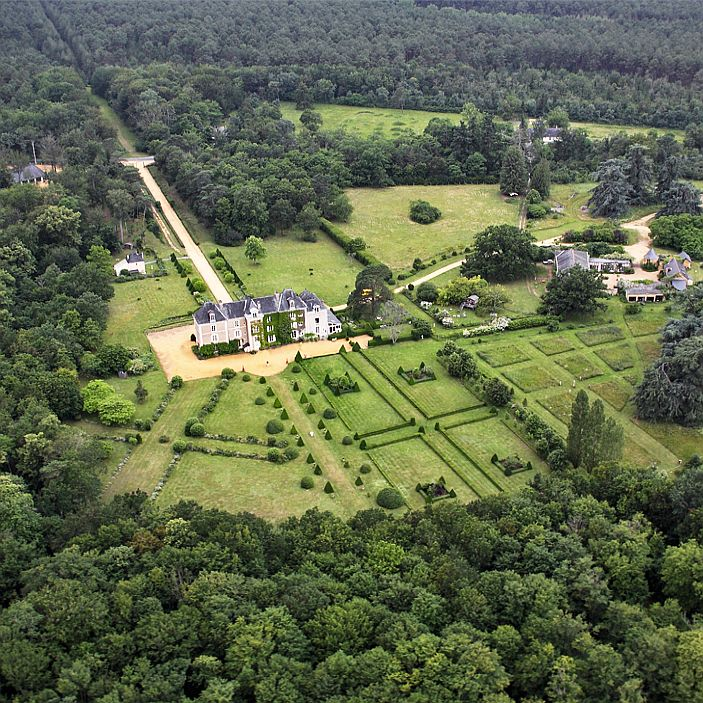
尚比耶城堡公园
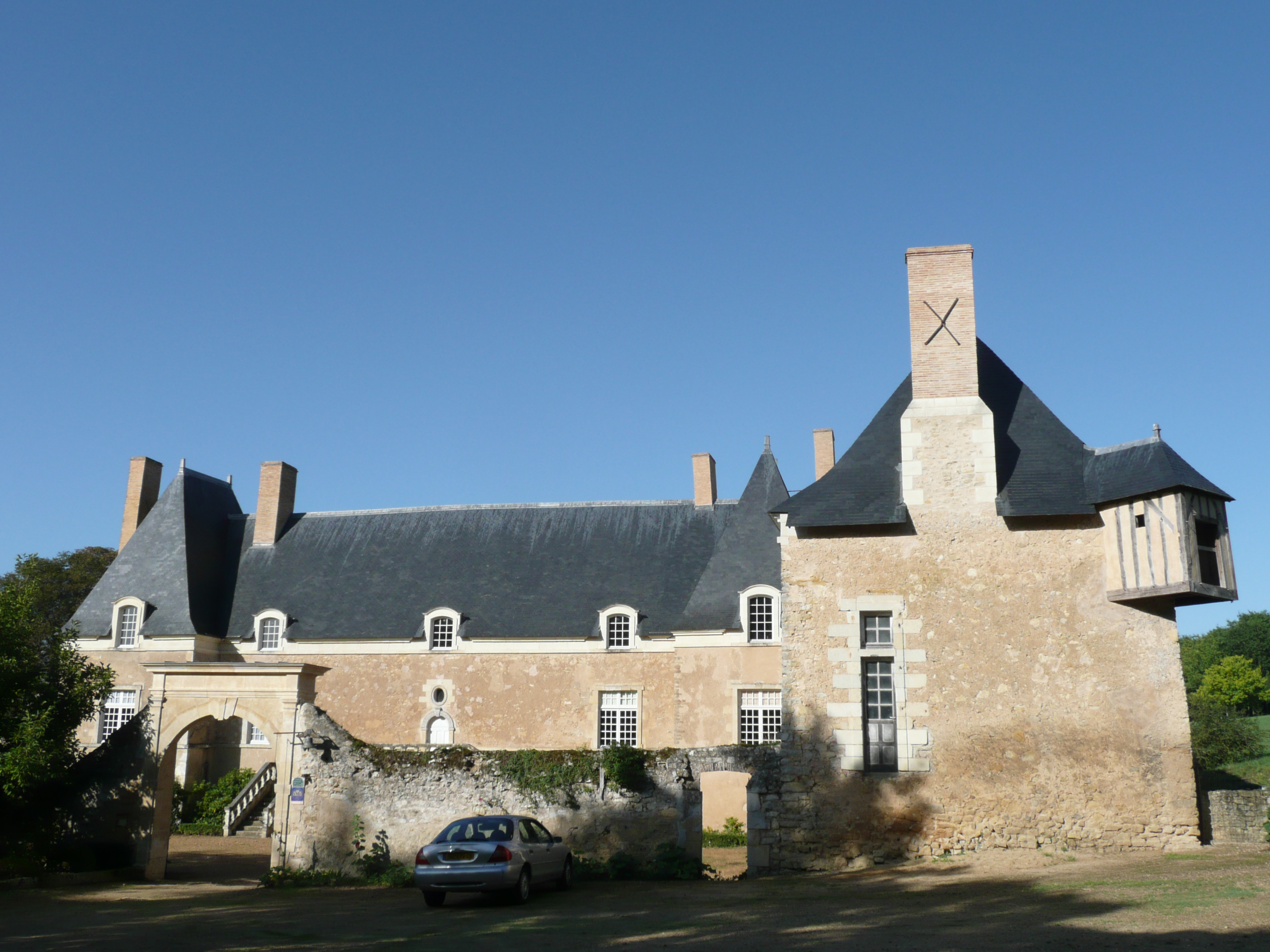
塞兰庄园
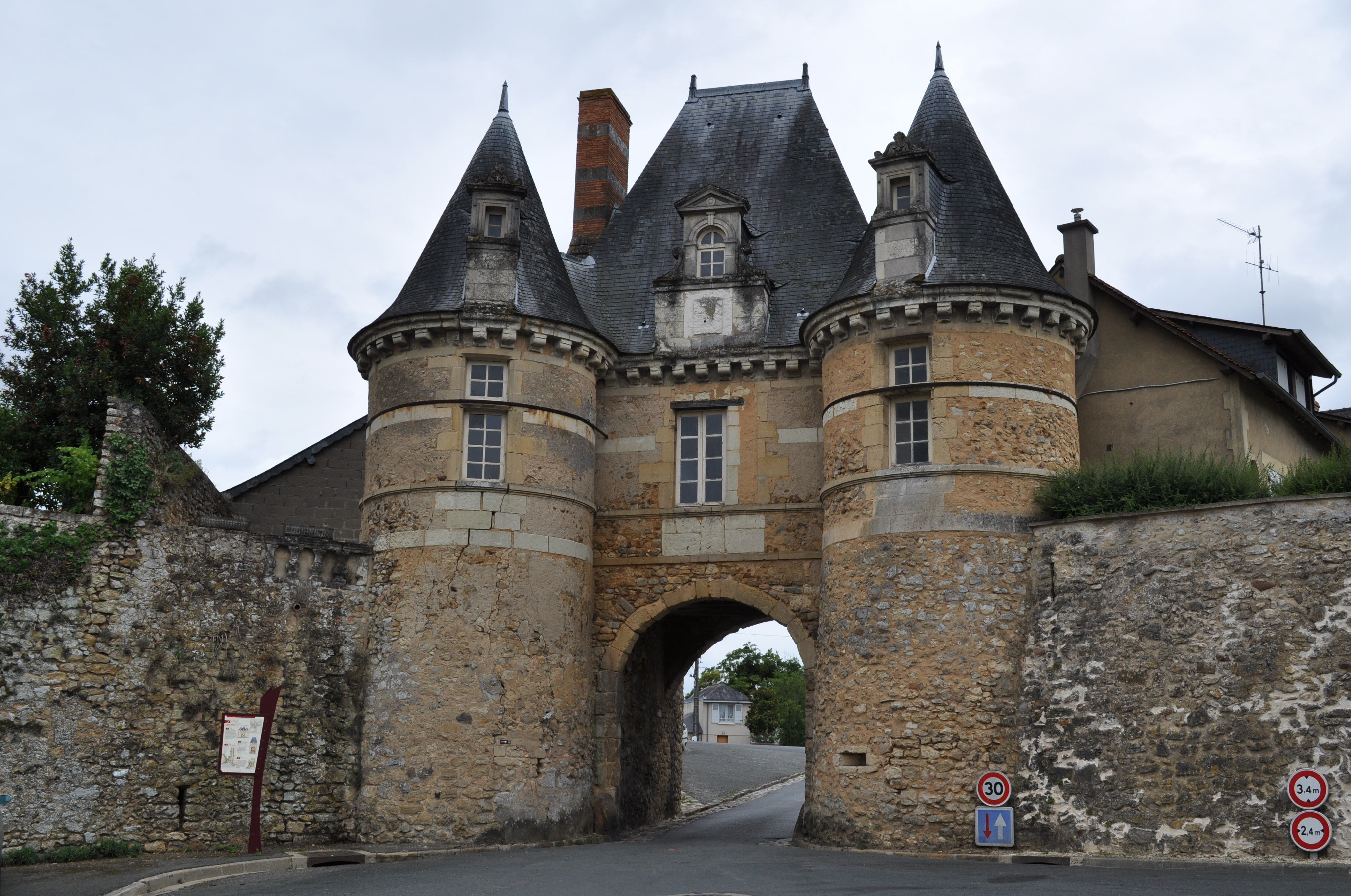
韦龙城门

### 旅游
迪尔塔勒的旅游事务由其所属的公共社区负责。2020年，迪尔塔勒境内共有1个露营地，可容纳共115辆露营车。

### 媒体
法国主要的媒体均可在迪尔塔勒接收，法国电视三台下属的卢瓦尔河地区大区频道在部分时段播出迪尔塔勒所属区域的地方新闻。

## 友好城市
截至2021年4月，迪尔塔勒共与一座城市互为友好城市关系：
- 德国 下艾瑟斯海姆